# 尤瓦爾·卡斯爾曼之死
2023年11月30日，於以色列耶路撒冷發生的掃羅山槍擊案中，以色列平民尤瓦爾·多倫·卡斯爾曼（希伯來語：‎；Yuval Castleman）在槍擊案中衝向襲擊者，成功擊斃其中一人，隨後被以色列國防軍預備役士兵阿維亞德·弗雷賈（希伯來語：‎；Aviad Freija）誤認為是恐怖分子而被擊斃。

## 背景
尤瓦爾·卡斯爾曼，38歲，是一名來自梅瓦塞雷錫安的律師，其曾在公務員事務委員會工作。他曾是以色列邊境警察的成員，並在2023年爆發的以色列—哈馬斯戰爭期間被徵召加入以色列國防軍，其在服役幾週後退役。
阿維亞德·弗雷賈，軍銜中士，其自願加入以色列國防軍預備役，其兄弟也在以軍服役。

## 事件
當地時間2023年11月30日上午7時38分，2名來自東耶路撒冷蘇爾巴迪爾區的哈馬斯武裝分子下車，前往出入耶路撒冷的門戶1號公路交會處巴士站槍殺3人，並槍傷多人。槍擊案發生後，襲擊者返回車上，當時卡斯爾曼在事發巴士站的對開車道上開車，他目擊事件後下車並拔出槍，敦促平民撤離。卡斯爾曼衝向他們處，擊斃其中一名襲擊者。
現場的2名士兵迅速反應，他們跑到建築物的背面，趴在地上，然後再次站起來，走向襲擊者的車輛。來自第1戈蘭尼步兵旅的預備役士兵羅伊·艾森巴赫衝上人行道，向車輛的右側開火，成功擊斃一名襲擊者。在這場混亂的戰鬥中，卡斯爾曼被艾森巴赫或者離車輛更遠處的弗雷賈誤傷。卡斯爾曼立即扔掉他的槍，跪在地上，並迅速脫掉他的夾克，以證明他並未隱藏其他武器。據目擊者的證詞，他舉起雙手，大聲呼喊：「我是以色列人，不要開槍。」卡斯爾曼再次中彈後，他努力站起來，試圖讓士兵們明白他並非威脅。然而，弗雷賈再次走近並射擊他。卡斯爾曼倒在地上，並在倒下的瞬間，將他的錢包扔向弗雷賈，以此證明他是以色列人，而非恐怖分子。
卡斯爾曼傷勢嚴重，經確認他被以色列士兵擊中3次。最初趕到現場的緊急救援人員誤將他當成是恐怖分子，因此並未對他進行救助。他其後被送往莎爾·澤德克醫療中心接受緊急手術，但由於傷勢過重，他在當晚死亡。根據卡斯爾曼顧主的公告，他在第二天被安葬。

## 後續
在襲擊發生的同一天上午10點，以色列記者伊農·馬加爾致電弗雷賈，試圖了解事件的詳情。弗雷賈表示：「現場有一名恐怖分子，我們對他開槍了。」然而，馬加爾糾正他的說法，指出實際上有兩名恐怖分子，而不僅僅是一名。當被問及是否確認其殺戮行為時，弗雷賈回答：「是的，我們一直射擊他們，直到他們倒下。」他還表示，他不確定是他的子彈還是艾森巴赫的子彈擊中了卡斯爾曼。
當日下午，一名警察致電卡斯爾曼的家人，告知他們卡斯爾曼的槍、手機和錢包已被警方扣押，他們這才得知發生了這宗槍擊案。當日晚上，新聞報導明確指出，卡斯爾曼並非恐怖分子，但他仍被弗雷賈擊斃。

## 調查
這次襲擊最初只由耶路撒冷地區警察獨立調查，並未有以軍調查憲兵隊參與。然而，在公眾的壓力下，調查憲兵隊最終加入了調查行列。在現場開火的兩名士兵艾森巴赫和弗雷賈都接受審問，而弗雷賈最終被逮捕。
12月5日上午的聽證會上，軍事法庭主審法官托比·哈特中校裁定，認為嫌疑人弗雷賈的開槍行為並非出於作戰需要，而是導致對可能已無危險的人死亡之輕率行為。他還補充說，根據警方的報告（這個說法後來被更正），死者的身體中並未發現子彈，而且並未進行驗屍。他進一步表示，極度懷疑能否確定卡斯爾曼的大腦在何時受傷，以及是什麼傷害導致了他最終死亡。當日晚上，法院將弗雷賈軟禁在家中。到了12月7日的早上，弗雷賈和艾森巴赫在調查憲兵隊的監督下，各自在現場進行案件重演。

### 屍檢
警方最初在進行屍檢之前就已經交還卡斯爾曼的遺體給其家人以進行埋葬，他們的理由是子彈已經穿過卡斯爾曼的身體，在CT掃描上看不出來。當卡斯爾曼最初到達醫院且病情惡化時，負責此案的官員沒有與為他做手術的醫生交談。他們打電話給醫院的保安，保安表示如果在卡斯爾曼的體內發現彈片或子彈，就會通知警方。然而，第13頻道揭露，醫院的CT掃描報告確實在卡斯爾曼的胸部和頭部發現子彈碎片的金屬殘餘物，並建議將卡斯爾曼的遺體挖出進行屍檢。
軍事檢察總隊向卡斯爾曼的家人展示掃描的結果，並提議迅速進行屍檢。他們還建議讓國家法醫醫學中心的代表查看遺體，以便對調查提供重要的見解。卡斯爾曼家人同意這些條款，並將遺體轉移到法醫醫學研究所。12月10日，卡斯爾曼進行屍檢，結果發現了M16突擊步槍子彈和其他子彈碎片，這與法庭上釋放弗雷賈並軟禁他的說法相反。
在槍擊事件發生兩週後，警方法醫部門的調查人員在檢查卡斯爾曼的夾克時，並未發現任何槍孔。他們因此得出結論，認為致命的槍擊是在卡斯爾曼脫掉外套並跪下後才發生的。這一重要發現在屍檢報告公佈之前就已經被轉交給憲兵調查部門。

### 警方行為
警察局長下令一名高級警察局長對屍檢結果以及調查過程進行審查。此外，國家檢察官阿米特·艾斯曼要求警察調查部門對警察偵查部隊的行為進行調查，並阻止了一項獨立的警察調查進行。

## 公眾反應
這宗事件發生後，卡斯爾曼的影片在各大新聞網站和社交媒體上被廣泛傳播，引發了激烈的公眾辯論。人們討論的議題包括交戰規則、對恐怖分子的法外處決、對受傷恐怖分子的醫療援助，以及向平民分發武器的政策。尤瓦爾的父親摩西·卡斯爾曼表示：「他們只是將他處決了。」並要求對弗雷賈提起公訴。

### 交戰規則
以色列制定了交戰規則，這是一項程序法，規定了槍支攜帶者，特別是士兵，何時可以在沒有收到直接開火命令的情況下開槍，並規定了開火前應採取的步驟。 這些規則受到以色列各團體的批評，特別是考慮到恐怖攻擊和與恐怖分子有關的情況。他們鼓吹對恐怖份子格殺勿論，即使他們沒有構成直接危險。以色列首席拉比成員什穆埃爾·埃利亞胡表示：「禁止在襲擊後讓恐怖分子活著。」哈雷迪猶太教志願組織扎卡負責人耶胡達·梅希·扎哈夫表示：「我們指示志願者首先照顧猶太人，因為他們僅僅因為是猶太人而受到傷害，而恐怖分子是殺人犯，他們就應該死。」以色列記者伊農·馬加爾在Facebook表示：「重要的是要努力確保實施襲擊的恐怖分子不會活著。」
許多對槍擊事件發表評論的知名人士，包括《國土報》的一篇社論表示，都對不評估恐怖份子是否構成風險，就鼓勵在現場處決他們的行為提出了批評，聲稱這直接導致卡斯爾曼被殺害。以色列法學家莫迪凱·克馬尼澤教授也對在恐怖襲擊現場處決襲擊者的風氣提出批評，他認為在法治國家中，懲罰性殺人的權力並不屬於士兵或平民。以色列國防軍參謀長赫齊·哈勒維對此事件發表了談話，他讚揚了一名平民的英勇行為，他勇敢地衝入交火現場，阻止對平民的殺戮，並強調：「當危險性降低時，不要急於開火，我們不會射擊舉起手來的人。」

### 向平民發放武器的政策
在公眾輿論中，有人質疑自從10月7日的突襲以來，將武器廣泛分發給平民的政策可能導致類似的悲劇。對於記者提出的關於弗雷賈過於輕易開槍和士兵公開處決的問題，以色列總理本傑明·內塔尼亞胡表示：「這就是我們的政策，而且這是必要的代價—這就是生活。」內塔尼亞胡這番言論在新聞和社交媒體上引起軒然大波。國家團結的領導人本尼·甘茨對內塔尼亞胡的言論表示反駁，他說：「這不是生活。」並強調該事件需要吸取教訓。內塔尼亞胡後來致電卡斯爾曼的父親，表示尤瓦爾的死是一場可怕的悲劇，他是以色列的英雄。他還承諾將進行調查，並將對被認定為負有責任的人進行起訴。

## 另見
- 以色列國防軍誤殺人質事件
- 加沙聖家堂槍擊案